# 지리구
지리구(한국어: 길리구, 중국어: 吉利区, 병음: Jílì Qū)는 중화인민공화국 허난성 뤄양 시의 현급 행정 구역이다. 넓이는 80km2이고, 인구는 2007년 기준으로 70,000명이다.

## 기후
연평균 기온은 13.7°C이고 연평균 강수량은 657mm이다.

## 행정 구역
1개 가도, 1개 향을 관할한다.
- 가도: 大庆路街道.
- 향: 吉利乡.

## 같이 보기
- 중화인민공화국